# Инцидент с «Маягуэс»
Инцидент с «Маягуэс» — события, связанные с захватом камбоджийскими «красными кхмерами» американского торгового судна «Маягуэс» (Mayagüez) в мае 1975 года.
12 мая 1975 года судно «Маягуэс», шедшее в камбоджийских территориальных водах, было остановлено патрульными катерами «красных кхмеров»; это произошло месяц спустя после захвата «красными кхмерами» власти в Камбодже и две недели спустя после окончания Вьетнамской войны. Корабль был поставлен на якорь в районе острова Танг, а его экипаж, подозреваемый в шпионаже, впоследствии переправлен на материк. За двое суток до данных событий, 10 мая 1975 года, войска «красных кхмеров» высадились на вьетнамском острове Тхотю, похитили 515 мирных жителей (практически все население острова) и переправили их на Танг, где в итоге всех казнили.
Администрация США восприняла произошедшее как вызов, брошенный стране после недавнего поражения в Индокитае. Были подключены все возможные ресурсы для освобождения судна. Дипломатический — через КНР, поскольку официальных контактов с режимом «красных кхмеров» американцы не имели. Информационный — Белый дом выпустил сообщение о том, что считает инцидент актом пиратства, хотя это заявление не имело под собой оснований. Военный — Пентагону было поручено не допустить перемещения судна на материк. Был принят курс на проведение военной операции по освобождению экипажа. Планирование операции было затруднено почти полным отсутствием разведданных. Предполагалось, что пленный экипаж находится на Танге, хотя 14 мая он был переправлен с острова на материк. Американская авиация атаковала все камбоджийские катера, обнаруженные в этом районе, чтобы парализовать сообщение между островом и материком.
Утром 15 мая подразделение морской пехоты США было высажено на «Маягуэс», не встретив сопротивления. По целям на территории Камбоджи были нанесены авиаудары. Практически одновременно с началом военной операции «красные кхмеры» освободили экипаж, о чём, однако, не было известно до середины дня. Высадившийся на Танг десант был встречен сильным огнём занимавшего остров отряда «красных кхмеров» (американские и кхмерские данные о численности отряда различаются на порядок). Высадка проходила на два пляжа на западном и восточном побережьях острова.
В это время экипаж «Маягуэса» находился на рыбацкой шхуне. К этому времени кхмеры успели допросить их, убедились в том, что люди не имеют отношения к американской разведке, и, по всей видимости, решили отпустить. Однако у Вашингтона сложилось впечатление, что экипаж в плену, поэтому бой на Танге продолжался весь день и закончился эвакуацией морских пехотинцев уже с наступлением темноты.
В ходе боевых действий на Танге погибло 15 и пропало без вести 3 американских военнослужащих (почти все потери понесены на восточном пляже, где были сбиты два вертолёта). Кроме того, 23 американца погибли в катастрофе вертолёта в Таиланде во время подготовки операции.
Сам экипаж «Маягуэса» на рыбацкой шхуне был замечен американцами в море, все моряки выжили после захвата судна.
Несмотря на неудачу на Танге и бессмысленность всей военной операции, исход кризиса с «Маягуэс» был воспринят в США как успешный.
Хотя бой на острове Танг не имеет отношения к Вьетнамской войне, его иногда называют последним сражением Второй Индокитайской войны. Имена всех американцев, погибших в этих событиях (в том числе в Таиланде), перечислены на стене Мемориала ветеранов Вьетнамской войны в Вашингтоне.